# Лещевка (Вологодская область)
Лещёвка — деревня в Вожегодском районе Вологодской области.
Входит в состав Тигинского сельского поселения, с точки зрения административно-территориального деления — в Тигинский сельсовет.
Расстояние по автодороге до районного центра Вожеги — 19 км, до центра муниципального образования Гридино — 1 км. Ближайшие населённые пункты — Левинская, Гридино, Степаниха, Песок, Никитинская.
По переписи 2002 года население — 39 человек (17 мужчин, 22 женщины). Преобладающая национальность — русские (97 %).